# Pragmatieke Sanctie (1549)

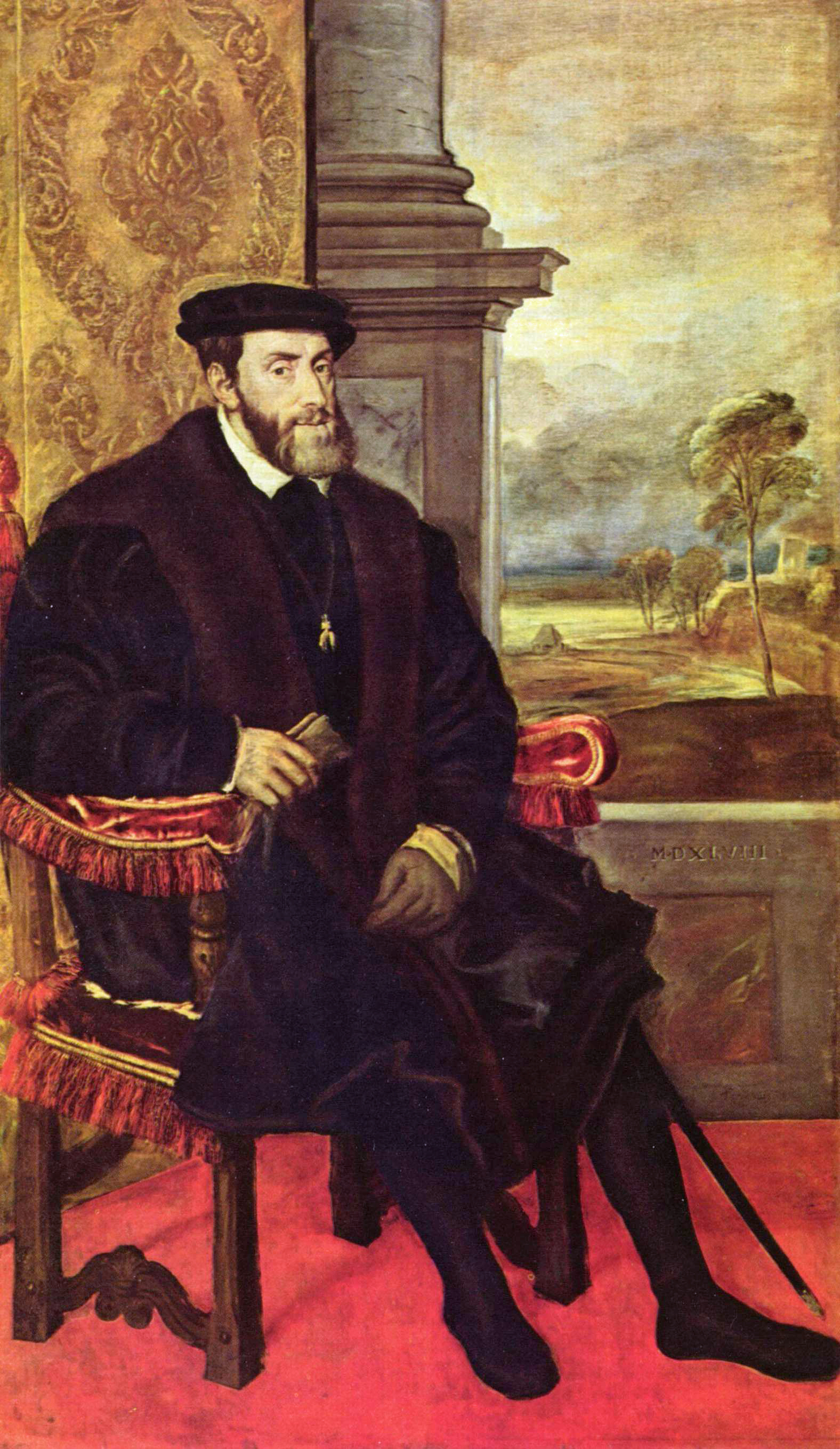
Karel V door Titiaan (1548)

De Pragmatieke Sanctie van 4 november 1549 was een regeling voor de erfopvolging van de heersers over de verschillende graafschappen, hertogdommen en heerlijkheden in de Habsburgse Nederlanden, die werd uitgevaardigd door keizer Karel V. Hij bepaalde hierin dat de Zeventien Provinciën steeds als één en ondeelbaar geheel overgeërfd zouden worden aan één heerser.

## Strekking
Sinds het begin van zijn regering in 1515 was Karel V in zijn opzet geslaagd het aantal landsheerlijkheden waarover hij in de Lage Landen regeerde uit te breiden van elf naar zeventien. Hierdoor was in 1543, na de verwerving van het hertogdom Gelre, een min of meer samenhangend geheel ontstaan. Om deze territoriale eenheid ook staatkundig vorm te geven sloot Karel V in 1548 de Transactie van Augsburg. Daarbij werden al zijn Nederlandse gewesten, samen met de Franche Comté, als één geheel verenigd in de Bourgondische Kreits van het Heilige Roomse Rijk. De Habsburgse Nederlanden werden hiermee vergaand losgemaakt uit het rijk en kregen een status die dicht bij onafhankelijkheid lag.
Om te zorgen dat de Nederlanden ook intern een eenheid zouden blijven vaardigde Karel V op 4 november 1549 de Pragmatieke Sanctie uit. Hiermee werd het erfopvolgingsrecht van al zijn afzonderlijke Nederlandse landsheerlijkheden geüniformeerd, zodat ze voortaan allemaal aan dezelfde troonopvolger zouden vererven. De regeling was nodig omdat tot dan toe elk gewest zijn eigen regels voor de erfopvolging kende. Zo was het bijvoorbeeld voor sommige gewesten niet duidelijk of zij erfelijk waren in de vrouwelijke lijn, terwijl dit voor andere gewesten de onbetwiste regel was. Ook was er in sommige gewesten geen recht van representatie, wat tot gevolg had dat de erfopvolging daar niet toekwam aan kinderen van een persoon die zelf geen regerend landsheer was geweest. Het door Karel V in 1528 verworven sticht Utrecht kende zelfs helemaal geen erfrechtelijke regels omdat de wereldlijke macht voordien door de bisschop werd uitgeoefend.
In de Pragmatieke Sanctie bepaalde Karel V dat in alle Nederlandse gewesten die in zijn bezit waren gekomen de erfopvolging voortaan plaats zal hebben bij representatie (plaatsvervulling) tot in het oneindige, zowel in de rechte als in de zijlinie en zowel van mannelijke als vrouwelijke nakomelingen.

## Totstandkoming
Op de vergadering van de Staten-Generaal van 2 april 1549 te Brussel had Karel V voorgesteld om zijn zoon Filips als zijn opvolger te huldigen en een uniform erfrecht in te voeren. Het voorstel werd juridisch getoetst en vervolgens goedgekeurd door de gewestelijke Staten en de hoge gerechtshoven van de zeventien provincies. Daarmee was voor Karel V de weg vrij om het nieuwe erfrecht af te kondigen in de vergadering van de Staten-Generaal te Antwerpen (4 november 1549). Als Duits koning liet hij op deze datum de regeling in een Latijnse akte publiceren en als landsheer in een Franse akte die gedateerd was in november 1549.
De dubbele hoedanigheid waarin Karel het edict had uitgevaardigd (als koning en als landsheer van de Nederlanden), was de reden voor de aanduiding Pragmatieke Sanctie.
De snelle bekrachtiging door de gewestelijke Staten kan erop wijzen dat deze maatregel, anders dan het Verdrag van Augsburg, toegejuicht werd. Het kan er ook op duiden dat de instemming van een belangrijke groep werd gebruikt om de beslissing snel door te zetten. De rijksstanden waren minder enthousiast en hadden niet ingestemd.

## Tekst
Een uittreksel in Nederlandse vertaling van de Pragmatieke Sanctie:
"Wij, Karel, bij de gratie Gods Rooms Keizer (...) laten weten aan allen die nu zijn en hierna wezen zullen, dat wij geoordeeld hebben dat het van groot belang is voor onze voornoemde landen (...) dat zij in de toekomst altijd onder eenzelfde vorst zouden blijven die ze in één geheel zou houden, wetend dat hun deling ten gevolge van successies en erfenissen hun ondergang en ruïne zou betekenen. Afgescheurd en van elkaar gescheiden zouden zij ten prooi kunnen vallen aan buurstaten (...). Dit zal echter kunnen vermeden worden indien onze landen altijd in het bezit blijven van één vorst die ze als één geheel bestuurt. Gegeven in onze stad Brussel in de maand november van het jaar Onzes Heeren 1549."
De volledige tekst van de Pragmatieke Sanctie in het Frans is te lezen via de link naar Wikisource onderaan dit artikel.

### Territoria

De Lage Landen in 1560.
Habsburgse Nederlanden
Prinsbisdom Luik
Abdijvorstendom Stavelot-Malmedy
Kamerijk en het Kamerijkse

Het document is geschreven in het Middelfrans. De volgende territoria, collectief genaamd nos Pays de pardeçà ("onze Landen van herwaarts over" oftewel "onze Landen hier", namelijk de Nederlanden, ter onderscheid van nos Pays de par delà, "onze Landen van derwaarts over" oftewel "onze Landen daar", namelijk het vrijgraafschap Bourgondië (Franche-Comté) en oorspronkelijk ook het hertogdom Bourgondië) worden genoemd in de Pragmatieke Sanctie van 1549:
- Flandres: het graafschap Vlaanderen
- Artois of Arthois: het graafschap Artesië
- Haynau: het graafschap Henegouwen
- Brabant: het hertogdom Brabant
- Luxembourg: het hertogdom Luxemburg
- Gueldres: het hertogdom Gelre
- Limbourg, Faulquemont, Daelhem et d'autres nos pays d'Outremeuse: het hertogdom Limburg, het land van Valkenburg, het graafschap Dalhem en 'onze' [=Habsburgse] andere landen van Overmaas
- Hollande: het graafschap Holland
- Namur: het graafschap Namen
- Frize: de heerlijkheid Friesland
- Overyssel et Groeninghe: de heerlijkheid Overijssel en de heerlijkheid Groningen
- Uytrecht: de heerlijkheid Utrecht
- Lille, Douay et Orchies: de kasselrijen Rijsel, Douai en Orchies
- Zelande Bewest et Beoisterschelt: het graafschap Zeeland Bewesten- en Beoostenschelde
- Malines: de heerlijkheid Mechelen